# Ебергард фон Геце
Ебергард фон Геце (нім. Eberhard von Goetze; 13 серпня 1893, Козель — 16 жовтня 1977, Штадтлаурінген) — німецький офіцер, контрадмірал крігсмаріне.

## Біографія
1 квітня 1912 року вступив в кайзерліхмаріне. Учасник Першої світової війни. Після демобілізації армії залишений в рейхсмаріне. З 29 жовтня 1938 року — керівник команди тестування корабельної артилерії. З 1 травня 1940 року — начальник штабу інспекції морської артилерії, з 1 липня 1940 року — відділу механізованої артилерії Головного управління морських озброєнь ОКМ, одночасно з 1 травня по 30 червня 1940 року знову очолював команду тестування корабельної артилерії. З 3 серпня 1943 року — начальник групи артилерійських розробок Головного управління морських озброєнь ОКМ. 28 лютого 1945 року звільнений у відставку.

## Звання
- Морський кадет (1 квітня 1912)
- Фенріх-цур-зее (12 квітня 1913)
- Лейтенант-цур-зее (22 березня 1915)
- Оберлейтенант-цур-зее (25 грудня 1917)
- Капітан-лейтенант (1 серпня 1923)
- Корветтен-капітан (1 червня 1931)
- Фрегаттен-капітан (1 квітня 1936)
- Капітан-цур-зее (1 жовтня 1937)
- Контрадмірал (1 березня 1942)

## Нагороди
- Залізний хрест 2-го класу
- Почесний хрест ветерана війни з мечами
- Медаль «За вислугу років у Вермахті» 4-го, 3-го, 2-го і 1-го класу (25 років)
- Хрест Воєнних заслуг 2-го і 1-го класу з мечами